# Colmenar
Colmenar er en by og kommune i det sydlige Spanien i provinsen Málaga. Den har et indbyggertal på 3.545 (2024) indbyggere.